# Олимпийско-спортивный музей имени Самаранча
Олимпийско-спортивный музей имени Самаранча был открыт в 2007 году, расположен в Барселоне. В июне 2010 года он был назван в честь Хуана Антонио Самаранча, президента Международного олимпийского комитета в 1980—2001 годах. Расположен напротив Олимпийского стадиона, на ограниченном участке.

## Описание
В музее сосуществуют аспекты накала спортивных страстей, постоянной борьбы конкурентов в спорте; и досуга. Также раскрыта тема спорта для людей с ограниченными возможностями и спорта в целом. Показано, как спорт может способствовать воспитанию общечеловеческих ценностей, введению инноваций в повседневную жизнь. В отделе «пространство героев» представлены достижения выдающихся испанских спортсменов. Он также предоставляет зону для массового спорта и крупных мероприятий. Включает в себя интерактивное пространство с использованием новейших технологий и мультимедийных инсталляций.
Одна из самых символичных в коллекции музея является тема Хуана Антонио Самаранча, который стремился отразить дух Олимпийских игр через связанные со спортом экспонаты искусства и культуры.
Он также включает в себя временные выставочные залы и выставочный зал спорта различных цивилизаций.

## История
Проект музея, представленный советником в деле спорта, Пере Алкобером, был одобрен городским советом в 2005 году.
Общий бюджет для создания музея превысил 8 миллионов евро. Архитектурное проектирование и выполнение работ обошлось примерно в 4,2 миллиона, деньги на строительство выделили городской совет, Барселонский провинциальный совет, правительство и государство (все по миллиону евро), а также вклад в 240 000 евро от испанского олимпийского комитета. Такой бюджет проекта музея означал, что нужны ещё дополнительные 4 млн, деньги были получены за счёт городской муниципальной компании Барселоны (BSM).
Здание состоит из двух блоков небольшой высоты на открытом пространстве, защищённом от растительности декоративного сада, разбитого на крыше. Общая застроенная площадь составляет 4000 квадратных метров, музей разделён на четыре уровня. Архитекторы проекта — Хавьер Басиана и Тони Кампос.
Музей был открыт 21 марта 2007 года.